# Veronica Hamel
Veronica Hamel (* 20. November 1943 in Philadelphia, Pennsylvania) ist eine US-amerikanische Schauspielerin.

## Leben
Veronica Hamel studierte an der Temple University und arbeitete anschließend als Sekretärin. Einige Zeit später wurde sie von Eileen Ford als Model entdeckt. Nach ihrer Modelkarriere debütierte sie in dem 1971 erschienenen und von Alan J. Pakula inszenierten Thriller Klute in einer kleinen Nebenrolle als Model an der Seite von Jane Fonda und Donald Sutherland auf der Leinwand. Ihre Schauspielkarriere startete allerdings erst Mitte der 1970er Jahre mit Auftritten in mehreren Fernsehserien, wie Detektiv Rockford – Anruf genügt und Starsky & Hutch, und Spielfilmen wie Jagd auf die Poseidon und Der Tag, an dem die Welt unterging.
Von 1981 bis 1987 spielte Hamel eine der Hauptrollen in der Fernsehserie Polizeirevier Hill Street. An der Seite von Daniel J. Travanti, Bruce Weitz und Joe Spano spielte sie die Figur der Joyce Davenport. Dafür wurde sie von 1981 bis 1985 fünf Mal in Folge als Beste Hauptdarstellerin in einer Dramaserie für einen Emmy nominiert.
Von 1971 bis 1981 war Hamel mit Michael Irving verheiratet.

## Filmografie (Auswahl)

### Film
- 1971: Klute
- 1976: Cannonball
- 1979: Jagd auf die Poseidon (Beyond the Poseidon Adventure)
- 1980: Der Tag, an dem die Welt unterging (When Time Ran Out…)
- 1981: Das Tal der Puppen (Jacqueline Susann's Valley of the Dolls)
- 1988: Geheimbund der Rose (Brotherhood of the Rose)
- 1988: Morgen fängt das Leben an (A New Life)
- 1990: Eine erniedrigte Frau (She Said No)
- 1990: Filofax – Ich bin du und du bist nichts (Taking Care of Business)
- 1991: Opfer der Liebe (Stop at Nothing)
- 1992: Biancas Baby (Baby Snatcher)
- 1993: Bin ich eine Mörderin? (The Disappearance of Nora)
- 1993: Mord aus Überzeugung (The Conviction of Kitty Dodds)
- 1994: Schatten des Verfolgers (Shadow of Obsession)
- 1994: Verzweiflungsschrei aus der Kinderklinik (A Child's Cry for Help)
- 1995: Eine unheimliche Familie zum Schreien (Here Come the Munsters)
- 1996: Ein Leben in Schande – Die ganze Welt schaut auf Dich (Talk to Me)
- 1997: Der Mörder meines Bruders (Stranger in My Home)
- 1998: Der Trollkönig (The Last Leprechaun)
- 2002: Tod auf Abruf (Determination of Death)

### Serie
- 1976: Detektiv Rockford – Anruf genügt (The Rockford Files, 2 Folgen)
- 1976–1978: Starsky & Hutch (Starsky and Hutch, 2 Folgen)
- 1981–1987: Polizeirevier Hill Street (Hill Street Blues, 142 Folgen)
- 2001–2002: Philly (5 Folgen)
- 2002–2003: Third Watch – Einsatz am Limit (Third Watch, 3 Folgen)
- 2004–2010: Lost (3 Folgen)